# Шугар-Гроув Тауншип (округ Мерсер, Пенсільванія)
Шугар-Гроув Тауншип (англ. Sugar Grove Township) — селище (англ. township) в США, в окрузі Мерсер штату Пенсільванія. Населення — 947 осіб (2020).

## Демографія
Згідно з переписом 2010 року, у селищі мешкала 971 особа в 392 домогосподарствах у складі 284 родин. Було 419 помешкань
Расовий склад населення:
| - 97,3 % — білих - 0,8 % — азіатів - 0,6 % — чорних або афроамериканців - 0,4 % — корінних американців |

До двох чи більше рас належало 0,8 %. Частка іспаномовних становила 0,6 % від усіх жителів.
За віковим діапазоном населення розподілялося таким чином: 20,5 % — особи молодші 18 років, 58,3 % — особи у віці 18—64 років, 21,2 % — особи у віці 65 років та старші. Медіана віку мешканця становила 47,5 року. На 100 осіб жіночої статі у селищі припадало 96,6 чоловіків;  на 100 жінок у віці від 18 років та старших — 96,9 чоловіків також старших 18 років.
Середній дохід на одне домашнє господарство  становив 55 482 долари США (медіана — 47 829), а середній дохід на одну сім'ю — 63 355 доларів (медіана — 56 563). Медіана доходів становила 41 115 доларів для чоловіків та 28 654 долари для жінок. За межею бідності перебувало 14,3 % осіб, у тому числі 31,7 % дітей у віці до 18 років та 3,0 % осіб у віці 65 років та старших.
Цивільне працевлаштоване населення становило 497 осіб. Основні галузі зайнятості: виробництво — 29,0 %, освіта, охорона здоров'я та соціальна допомога — 24,7 %, роздрібна торгівля — 9,9 %, будівництво — 7,6 %.